# CoreWeave
CoreWeave, Inc.是一家美國的AI雲端運算企業，總部位於新澤西州利文斯頓，並且也開發其自有的軟體芯片管理。該公司成立於2017年，專注於高效能運算。CoreWeave在美國和歐洲有自營的數據中心。其在德州普萊諾的超級電腦資料中心被輝達讚譽為世界最快的AI超級計算機。

## 外部連結
- 官方网站
- CoreWeave, Inc.的商業數據：  - Google
  - SEC filings
  - Yahoo!